# کانیوهی (هاوایی)
کانیوهی (به انگلیسی: Kaneohe) یک منطقهٔ مسکونی در ایالات متحده آمریکا است که در هاوایی واقع شده‌است. کانیوهی ۲۲٫۱ کیلومتر مربع مساحت و ۳۴٬۵۹۷ نفر جمعیت دارد و ۲۸ متر بالاتر از سطح دریا واقع شده‌است.